# Šid (stacja kolejowa)
Šid (serbski: Шид) – stacja kolejowa w Šidzie, w Wojwodinie, w okręgu sremskim, w Serbii.
Stacja znajduje się we południowej części miasta, na linii Belgrad-Zagrzeb. Jest to jednocześnie ważne przejście graniczne z Chorwacją.

## Linie kolejowe
- Belgrad – Šid